# Michael Schernack
Michael Schernack (auch Scharnack, Schernaccius; * 17. Februar 1622 in Treuenbrietzen; † 7. Februar 1675 in Wittenberg) war ein deutscher lutherischer Theologe und Liederdichter.

## Leben
Michael Schernack wurde am 17. Februar 1622 in Treuenbrietzen als Sohn des dortigen Superintendenten Andreas Schernack und der Sabine Lüssow (Lussovius) geboren.
Er besuchte die Schulen in Wittenberg, Berlin, Ruppin und Lüneburg. Studierte Theologie in Rostock, Wittenberg und Leipzig. Nach Wittenberg zurückgekehrt erwirbt er sich am 26. April 1652 den akademischen Grad eines Magisters der Philosophie und hielt dort Privatvorlesungen über theologische und philosophische Themen, zur Unterrichtung der Studenten. Am 15. September 1661 wurde er Substitut des Archidiakons August Fleischhauer an der Wittenberger Stadtkirche, 1670 vierter Diakon daselbst, war auch Adjunkt der philosophischen Fakultät und starb am 7. Februar 1675.
Sein Grabstein enthielt folgende Inschrift:

“D.O.M.S.
et
M. Michaëli Schernaccio
viro de ecclesia hac meritissimo, diacono fidelissimo, qui, natus cIכּIכּcXXII d. XVII. Febr. Fidae Brizae in vicina Marchia, postquam in vita tota et per XV quasi annos in officio suo Deo fidem patientiam et constantiam, in matrimonio cum Margaretha Elisabetha Fleischhaueriana, ex qua Michaëlem Andream, et cum Johanna Regina Elstia, ex qua Johannem Bartholomaeum Martinum et Manassem et Jobum Ephraimum (qui a letere parentis situs est) suscepit, utrique conjugi amorem infucatum, auditoribus suis et omnibus integritatem et innocentiam suam approbasset, satis plenus dei spei et placide in Jesu suo d. VII. Febr. cIכּIכּcLXXV obdormiit, hoc quidquid est monumenti martio ac parenti suo desideratissimo vidua liberque superstites perpetua maerore cet.”

## Familie
Schernack war am 29. April 1662 verheiratet in erster Ehe mit Margarete Elisabeth (* 22. August 1645 in Wittenberg, getauft 24. August 1645; † 12. Januar 1664 ebenda (starb im Wochenbett, wurde auf dem Kirchenfriedhof neben ihren Geschwistern begraben), begr. 17. Januar 1664), der Tochter des Wittenberger Archidiakons August Fleischhauer. In zweiter Ehe ehelichte er am 5. September 1665 in Wittenberg Johanna Regina Elste. Von seinen Kindern ist bekannt:
- Michael Andreas Sernack (war Rektor der Schule Köselin, trat dort 1683 als Prediger auf und stieg zum Archidiakon auf)
- Johann Bartholomäus
- Martin
- Martin Manasse * 12. Februar 1679 in Wittenberg, † 1749, °° mit Johanna Magdalene, Tochter des Pfarrers Otto Bernhard Herold-Badresch. Er war 1698–1749 Pfarrer in Prillwitz
- Hiob Ephrahim

## Werke
- Sieben-Fache Welt- und Him̃els-Capell: Darein gesungen werden Welt- und Himmel-Lieder. 1674.
- Siehe auch Vd 17 – Das Verzeichnis der im deutschen Sprachraum erschienenen Drucke des 17. Jahrhunderts